# Senegalia kuhlmannii
Espèce
Senegalia kuhlmannii est une espèce de plantes à fleurs de la famille des Fabacées. C'est un arbre. 

## Description
C'est un arbre.